# Католицизм в Бахрейне
Католицизм в Бахрейне. Католики Бахрейна принадлежат юрисдикции Апостольского викариата Северной Аравии, который кроме Бахрейна также распространяется на Катар, Кувейт и Саудовскую Аравию. В августе 2012 года было принято решение о переносе резиденции Апостольского викариата Северной Аравии из Кувейта в Бахрейн, в настоящее время роль центра викариата выполняет церковь Святого Сердца в Манаме.
В 1999 году были установлены дипломатические отношения между Бахрейном и Святым Престолом.
В Бахрейне расположены два из семи католических приходов апостольского викариата Северной Аравии:
- Приход Святого Сердца в Манаме. Располагается в старейшей католической церкви Персидского залива, построенной ещё в 1939 году.
- Приход Посещения в Авали. Существенно меньше прихода Святого Сердца по числу прихожан, делит помещение с англиканской общиной.

Оба католических прихода окормляются священниками из ордена францисканцев-капуцинов (OFMCap). Прихожанами являются почти исключительно выходцы из других стран, в первую очередь Ливана, Индии и Филиппин. Согласно данным за 2010 год общее число верующих викариата Северной Аравии составляет около 300 тысяч человек, согласно некоторым оценкам, число католиков в собственно Бахрейне составляет от 100 до 140 тысяч человек (8-11 % населения) Из них только около тысячи человек имеют бахрейнское гражданство, остальные — иностранцы.
Несмотря на то, что ислам провозглашён единственной официальной религией Бахрейна, его власти проводят более либеральную политику в сфере свободы совести, чем некоторые из арабских соседей, что позволяет католической общине страны вести свою деятельность относительно свободно. Существуют планы строительства в Авали церковного комплекса с самым большим в регионе Персидского залива католическим храмом. Власти дали разрешение на его возведение, однако многие мусульманские лидеры выразили протест против строительства